# Starship Troopers
Starship Troopers (en català Tropes de l'espai), és una novel·la de ciència-ficció militar de l'escriptor nord-americà Robert A. Heinlein. Escrita en poques setmanes com a reacció a la suspensió dels assajos nuclears dels Estats Units, la història es va publicar per primera vegada com a una sèrie de dues parts a The Magazine of Fantasy & Science Fiction com a Starship Soldier, i es va publicar com a llibre per GP Putnam's Sons el desembre del 1959.
La història està ambientada en una societat futura governada per un govern interestel·lar humà dominat per una elit militar, coneguda com a la Federació Terràquia. Sota aquest sistema, només els veterans de l'exèrcit gaudeixen de plena ciutadania, inclòs el dret a vot. La narració en primera persona segueix Juan "Johnny" Rico, un jove d'ascendència filipina, durant el seu servei militar a la Infanteria Mòbil. Passa de recluta a oficial amb el teló de fons d'una guerra interestel·lar entre humans i una espècie alienígena coneguda com a "Aràcnids" o "Bitxos". Intercalades amb la trama principal hi ha escenes d'aula en què Rico i altres discuteixen qüestions filosòfiques i morals, inclosos aspectes del sufragi, la virtut cívica, la delinqüència juvenil i la guerra; aquestes discussions s'han descrit com a una exposició de les pròpies opinions polítiques de Heinlein. Starship Troopers s'ha identificat amb una tradició de militarisme a la ciència-ficció dels Estats Units, i fa paral·lelismes entre el conflicte entre els humans i els Bitxos, i la Guerra Freda. Com a novel·la sobre la majoria d'edat, Starship Troopers també critica la societat nord-americana dels anys 50, argumentant que la falta de disciplina havia portat a un declivi moral, i defensa la pena corporal i capital.
Starship Troopers va posar fi a la sèrie de novel·les juvenils de Heinlein. Va esdevenir un dels seus llibres més venuts i es considera la seva obra més coneguda. Va guanyar el premi Hugo a la millor novel·la el 1960, i va obtenir elogis dels crítics per les seves escenes d'entrenament i combat i la seva visualització d'un futur militar. També es va convertir en enormement controvertit a causa de les opinions polítiques a les quals semblava donar suport. Els crítics van ser molt crítics amb la glorificació intencionada que el llibre fa de l'exèrcit, un aspecte descrit com a propaganda i comparat amb el reclutament. El militarisme de la novel·la, i el fet que el servei governamental – més sovint el servei militar – fos un requisit previ per al dret de vot a la societat de ficció de la novel·la, va portar sovint a la descripció de la novel·la com a feixista. Altres no hi estan d'acord, argumentant que Heinlein només estava explorant la idea de limitar el dret de vot a un determinat grup de persones. La representació de gènere de Heinlein també ha estat qüestionada, mentre que els revisors han dit que els termes utilitzats per descriure els extraterrestres eren semblants als epítets racials.
Malgrat la controvèrsia, Starship Troopers va arribar a tenir una àmplia influència tant dins com fora de la ciència-ficció. Ken MacLeod va afirmar que "el fil polític de [la ciència-ficció] es pot descriure com a un diàleg amb Heinlein". El crític de ciència-ficció Darko Suvin va escriure que Starship Troopers és el "text ancestral del militarisme de ciència-ficció dels Estats Units" i que va donar forma al debat sobre el paper de l'exèrcit en la societat durant molts anys. S'ha atribuït a la novel·la la popularització de la idea de l'armadura motoritzada, que des de llavors ha esdevingut una característica recurrent en llibres i pel·lícules de ciència-ficció, així com en un objecte d'investigació científica. La representació de Heinlein d'un exèrcit futurista també ha estat influent. Els llibres de ciència-ficció posteriors, com ara la novel·la contra la guerra de 1974 de Joe Haldeman The Forever War, s'han descrit com a reaccions a Starship Troopers. La història ha estat adaptada diverses vegades, inclosa en una molt coneguda versió cinematogràfica de 1997 dirigida per Paul Verhoeven amb guió d'Edward Neumeier que pretenia satirizar allò que el director considerava els aspectes feixistes de la novel·la.

## Redacció i publicació
Robert Heinlein va ser un dels autors de ciència-ficció més venuts dels anys quaranta i cinquanta, juntament amb Isaac Asimov i Arthur C. Clarke; eren coneguts com els "tres grans" que dominaven la ciència-ficció nord-americana. En contrast amb els altres, Heinlein va donar suport fermament al sentiment anticomunista de l'època de la Guerra Freda en els seus escrits. Heinlein va servir a la Marina dels Estats Units durant cinc anys després de graduar-se a l'Acadèmia Naval dels Estats Units el 1929, i la seva experiència militar va influir profundament en la seva ficció. En algun moment entre 1958 i 1959, Heinlein va deixar de banda la novel·la que es convertiria en Stranger in a Strange Land i va escriure Starship Troopers. La seva motivació va sorgir en part de la seva ira contra la decisió del president nord-americà Dwight Eisenhower de suspendre les proves nuclears dels EUA i les proves soviètiques que es van produir poc després. Escrivint al seu volum de 1980 Expanded Universe, Heinlein diria que la publicació d'un anunci al diari fet pel Comitè Nacional per a una Política Nuclear Sana el 5 d'abril de 1958, demanant una suspensió unilateral de les proves d'armes nuclears per part dels Estats Units va provocar el seu desig d'escriure Starship Troopers. Heinlein i la seva dona Virginia van crear la "Patrick Henry League" en un intent de crear suport per al programa de proves nuclears dels EUA. Heinlein va declarar que va utilitzar la novel·la per aclarir les seves opinions militars i polítiques.
Com molts dels llibres de Heinlein, Starship Troopers va ser escrit i acabat en poques setmanes. Va ser escrit inicialment com a una novel·la juvenil per a l'editorial Scribner de Nova York; Heinlein havia tingut èxit anteriorment amb aquest format, després d'haver escrit diverses novel·les d'aquest tipus publicades per Scribner. El manuscrit va ser rebutjat, fet que va fer que Heinlein acabés completament amb la seva associació amb l'editor i va reprendre l'escriptura de llibres amb temes per a adults. Els estudiosos han suggerit que el rebuig de Scribner es basava en objeccions ideològiques al contingut de la novel·la, particularment en el tractament del conflicte militar.
The Magazine of Fantasy & Science Fiction va publicar per primera vegada Starship Troopers a l'octubre i novembre de l'any 1959 com a una sèrie de dues parts titulada Starship Soldier. Un editor sènior de Putnam's, Peter Israel, va comprar el manuscrit i va aprovar revisions que el van fer més comercialitzable per als adults. Preguntat sobre si s'adreçava a nens o adults, va dir en una conferència de vendes "Deixem que els lectors decideixin a qui li agrada més". La novel·la va ser finalment publicada per GP Putnam's Sons.

## Ambientació

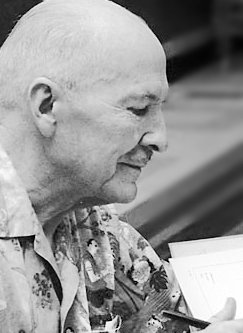
Robert Heinlein el 1976

Ambientada aproximadament 700 anys en el futur des de l'actualitat, la societat humana de Starship Troopers està governada per la Federació Terràquia, un govern mundial gestionat per veterans militars. La societat es representa com a benestant i la tecnologia futurista es mostra coexistint amb mètodes educatius del segle XX. Els drets d'un ciutadà de ple dret, a votar i ocupar càrrecs públics, no estan garantits universalment, sinó que s'han d'aconseguir mitjançant el Servei Federal. Els qui no fan aquest servei, que habitualment té la forma del servei militar, conserven els drets de llibertat d'expressió i reunió, però no poden votar ni exercir càrrecs públics. Les persones de qualsevol sexe majors de 18 anys poden inscriure-s'hi. Els que marxin abans de completar el seu servei no tenen dret a vot. Els llocs de treball importants del govern estan reservats per als veterans del servei federal. Aquesta estructura va sorgir ad hoc després de l'enfonsament de les "democràcies occidentals del segle XX", impulsades en part per la incapacitat per controlar el crim i la delinqüència juvenil, especialment a l'Amèrica del Nord, i una guerra entre una aliança dels Estats Units, el Regne Unit i Rússia contra l'"hegemonia xinesa".
També es representen dues civilitzacions extraterrestres. Els "pseudo-aràcnids" o "insectes" es mostren com a éssers comunals originaris del planeta Klendathu. Tenen múltiples castes; treballadors, guerrers, cervells i reines, de manera semblant a les formigues i els tèrmits. Els guerrers són els únics que lluiten i no poden rendir-se a la batalla. També és implícit el fet que els Bitxos són tecnològicament avançats, posseeixen tecnologies com les naus espacials. Els "Skinnies" són representats com a menys comunals que els aràcnids però més que els éssers humans. Els esdeveniments de la novel·la tenen lloc durant una guerra interestel·lar entre la Federació Terràquia i els Aràcnids. Al principi de la història, la Terra no està en guerra, però la guerra s'ha declarat quan Rico ha completat la seva formació. Els Skinnies són inicialment aliats dels pseudoaràcnids, però passen a ser aliats dels humans a mitja novel·la. Els viatges més ràpids que la llum existeixen en aquest futur: les naus espacials operen sota la "tracció Cherenkov" i poden viatjar "Del Sol a Capella, quaranta-sis anys llum, en menys de sis setmanes".
Starship Troopers està narrat pel protagonista principal Juan "Johnny" Rico, un membre de la "Infanteria Mòbil". És una de les poques novel·les de Heinlein que intercala la seva típica estructura narrativa lineal amb una sèrie de flash-backs. Aquests flashbacks són sovint al curs d'Història i Filosofia Moral de Rico a l'escola, en què el professor discuteix la història de l'estructura de la seva societat. Rico és representat com un home d'ascendència filipina. Prové d'una família benestant, els membres de la qual no havien servit mai a l'exèrcit. L'ascendència de Rico és representada com a quelcom sense conseqüències, ja que la societat finalment ha abandonat els prejudicis racials i de gènere.

## Argument
La novel·la s'obre amb Rico a bord de la corbeta de transport Rodger Young (anomenada així en honor al soldat d'infanteria i receptor de la Medalla d'Honor Rodger Wilton Young), servint amb l'esquadra coneguda com a "Rasczak's Roughnecks". L'escamot porta a terme una incursió contra una colònia planetària en poder dels Skinnies. La incursió és relativament breu: l'esquadra aterra al planeta, destrueix els seus objectius i es retira, patint dues baixes en el procés. Un d'ells, Dizzy Flores, és rescatat per Rico però mor mentre torna a l'òrbita. Aleshores, la narració torna a la graduació d'en Rico a l'escola secundària. Rico i el seu millor amic Carl es plantegen incorporar-se al Servei Federal després de graduar-se; Rico dubta, en part per l'actitud del seu pare cap als militars. Rico pren la seva decisió després de descobrir que la seva companya de classe Carmen Ibañez també té intenció d'allistar-se.
L'elecció d'en Rico no és ben rebuda pels seus pares, i se'n va amb una sensació d'estranyesa i incomprensió. És assignat a la Infanteria Mòbil, i es trasllada al Camp Arthur Currie (anomenat així per Arthur Currie, que va ascendir a general durant la Primera Guerra Mundial) a la praderia canadenca per a la seva formació sota el sergent Charles Zim. La formació és extremadament exigent. Rico rep entrenament de combat de tot tipus, incloses lluites simulades amb vestits blindats. Un company recluta és sotmès a un tribunal marcial, flagel·lament i acomiadat per colpejar un instructor d'entrenament que també era el comandant de la seva companyia. Jean V. Dubois, que va ensenyar la classe d'Història i Filosofia Moral de Rico a l'escola, envia una carta a Rico, revelant que ell mateix és un veterà d'infanteria mòbil. La carta ajuda a Rico a mantenir-se prou motivat per no dimitir. El mateix Rico rep cinc cops per disparar un coet durant un simulacre amb vestits blindats i armes nuclears simulades sense assegurar-se que no hi hagués aliats dins de la zona d'explosió, cosa que en combat hauria provocat la mort d'un company. Un altre recluta, que va assassinar una nena després d'abandonar l'exèrcit, és penjat pel seu batalló després de la seva detenció per la policia civil. Finalment, després d'entrenar en un altre camp prop de Vancouver, Rico es gradua amb 187 soldats més, dels 2.009 que havien començat a entrenar en aquest regiment.
La "Guerra dels Bitxos" evoluciona des d'incidents menors a una guerra a gran escala durant l'entrenament de Rico. Un atac aràcnid que aniquila la ciutat de Buenos Aires alerta els civils de la situació; La mare de Rico mor en l'atac. Rico participa en la Batalla de Klendathu, un atac al món natal dels aràcnids, que es converteix en una desastrosa derrota per a la Federació Terràquia. El vaixell de Rico, el Valley Forge, és destruït, i la seva unitat és delmada; és reassignat als Roughnecks a bord del Rodger Young, dirigit pel tinent Rasczak i el sergent Jelal. La unitat porta a terme diverses incursions, i Rico és ascendit a caporal per Jelal, després que Rasczak morís en combat.
Un dels seus companys dels Roughnecks suggereix que Rico vagi a l'escola de formació d'oficials i intenti convertir-se en oficial. Rico acaba anant a veure en Jelal, i descobreix que aquest ja tenia la documentació a punt. Rico entra a l'Escola de Candidats a Oficials per a un segon curs de formació, que inclou cursos addicionals en "Història i Filosofia Moral". De camí des dels Roughnecks a l'escola, Rico es troba amb el seu pare, que també s'ha enrolat i ara és caporal, i els dos es reconcilien. També és visitat a l'escola per Carmen, ara ensenya i oficial de pilot del vaixell a la Marina, i els dos parlen del seu amic Carl, que havia estat assassinat abans a la guerra.
Rico és nomenat tercer tinent temporal per a la seva última prova: un desplaçament a una unitat de combat. Sota la tutela del comandant de la seva companyia, el capità Blackstone, i amb l'ajut del seu sergent de secció, que havia estat el seu instructor d'entrenament del campament d'entrenament, el sergent de flota Zim, que va ser reassignat del camp d'entrenament d'infanteria mòbil, Rico comanda un escamot durant l'"Operació Royalty" una incursió a capturar membres de la casta cerebral dels aràcnids i les reines. Rico llavors torna a l'escola d'oficials per graduar-se.
La novel·la acaba amb ell ostentant el grau de segon tinent, al comandament del seu antic escamot al Rodger Young, amb el seu pare com a sergent d'esquadra. L'esquadra ha estat rebatejada com a "Rico's Roughnecks" i està a punt de participar en un atac a Klendathu.

## Temes
Els comentaristes han escrit que Starship Troopers no està impulsat per la seva trama, tot i que conté escenes de combat militar. En canvi, gran part de la novel·la es dedica a la discussió d'idees. En particular, la discussió de les opinions polítiques és una característica recurrent del que l'estudiós Jeffrey Cass va descriure com un llibre "ideològicament intens". Una revisió de 1997 a Salon la va categoritzar com una "novel·la filosòfica". Els crítics han debatut fins a quin punt la novel·la promou les pròpies opinions polítiques de Heinlein. Alguns afirmen que la novel·la manté un sentit d'ironia que permet els lectors treure les seves pròpies conclusions; d'altres argumenten que Heinlein està predicant al llarg del llibre, i que el seu propòsit és exposar la filosofia militarista de Heinlein.

### Militarisme

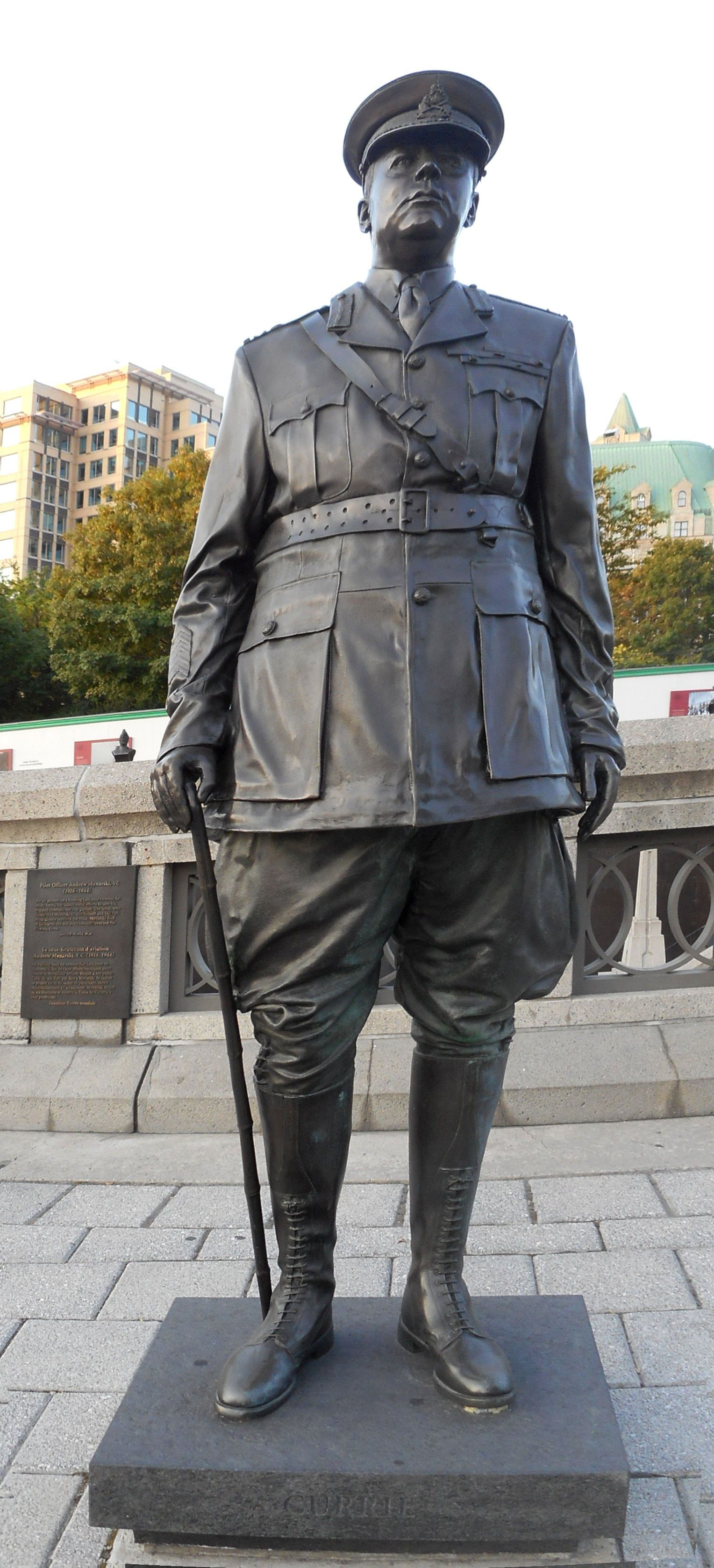
Estàtua del militar Arthur Currie. Heinlein posa el seu nom a un camp d'entrenament a la novel·la.

Starship Troopers s'ha identificat com a part d'una tradició de la ciència-ficció nord-americana que suposa que els conflictes violents i la militarització de la societat són inevitables i necessaris. Tot i que els personatges de la història consideren que la Infanteria Mòbil, la unitat a la qual està assignat Rico, és en si mateixa un càrrec baix, la novel·la suggereix que és el cor de l'exèrcit i la unitat més honorable que hi ha. En un comentari escrit el 1980, Heinlein va acceptar que Starship Troopers "glorifica l'exèrcit"... concretament la PBI, la Pobre Infanteria Sagnant, el peu de fang que col·loca el seu fràgil cos entre la seva estimada llar i la desolació de la guerra. – però poques vegades s'aprecia ... té la feina més dura de totes i hauria de ser honorat." La història es basa en la idea social darwinista de la societat com una lluita per la supervivència basada en la força militar. Suggereix que alguns conflictes s'han de resoldre per la força: una de les lliçons que Rico s'ensenya repetidament és que la violència pot ser un mètode eficaç per resoldre els conflictes. Aquests suggeriments deriven en part de l'opinió de Heinlein que als anys 50 el govern dels EUA estava sent massa conciliador en els seus tractes amb la Xina comunista i la Unió Soviètica.
Heinlein dibuixa una analogia entre la societat humana a la novel·la, que és benestant però que ha d'estar atenta contra l'amenaça imperialista dels aràcnids, i la societat nord-americana dels anys cinquanta. Els crítics han suggerit que els aràcnids són l'anàleg de Heinlein per als comunistes. Els trets que es fan servir per donar suport a això inclouen la naturalesa comunitària dels aràcnids, que els fa capaços d'un grau de coordinació molt més alt que els humans. La societat dels Bitxos es descriu un cop explícitament com a comunista i, a més, es descriu com a comunista per naturalesa; això s'ha llegit com a implicant que aquells amb una ideologia política diferent són anàlegs als éssers alienígenes. Els motius relacionats de la invasió alienígena, el patriotisme i el sacrifici personal durant la guerra, estan presents, igual que altres aspectes de la cultura popular nord-americana dels anys cinquanta. Els comentaristes han argumentat que la representació d'extraterrestres de Heinlein, a més de ser una referència a la gent dels països comunistes, invoca un retorn a la frontera. El concepte de frontera inclou un argument social-darwinista de lluitar constantment per la supervivència, fins i tot a costa dels indígenes o, en el cas de Starship Troopers, dels extraterrestres. Heinlein suggereix que sense l'expansió territorial que impliqui la conquesta violenta d'altres races, els humans serien destruïts. L'estudiós Jamie King ha afirmat que Heinlein no aborda la qüestió del que farien el govern militar i el Servei Federal en temps de pau, i argumenta que Heinlein ha creat una societat dissenyada per estar contínuament en guerra i per seguir expandint el seu territori.

### La majoria d'edat
Starship Troopers s'ha conegut com un bildungsroman o una història de "madurari" per a Rico, ja que madura durant el seu mandat a la infanteria. La seva formació, tant al camp d'entrenament com a l'escola de candidats a oficials, implica aprendre el valor del militarisme, convidant així el lector a aprendre'l també. Això és especialment cert per a les parts de la seva formació que impliquen l'adoctrinament, com l'afirmació d'un dels seus instructors que governar per veterans militars és la forma ideal de govern, perquè només ells entenen com posar el benestar col·lectiu per sobre l'individu. La història rastreja la transformació de Rico de nen a soldat, mentre explora qüestions d'identitat i motivació, i rastreja el seu desenvolupament moral i social global, d'una manera que els comentaristes van identificar com a similar a moltes històries sobre soldats alemanys a Primera Guerra Mundial. La transformació de Rico s'ha comparat amb la narrativa comuna dins d'històries amb temes militars de l'erudit H. Bruce Franklin. Aquesta narració típica és la d'un civil descuidat i inadequat que es posa en forma per oficials durs, l'entrenament dels quals és un "sadisme calculat", però que es representa fonamentalment com al costat correcte. La carta que Rico rep de Dubois, en part responsable que Rico "passi el cim" amb la seva formació, es mostra com un punt d'inflexió en el seu desenvolupament. Les escenes de l'aula incrustades a la història serveixen per explicar les aventures d'en Rico i posar en relleu les seves reaccions als esdeveniments del voltant. Un exemple notable és l'execució que Rico es veu obligat a presenciar després que un desertor de la seva unitat assassini una noia; Rico no està segur de la seva pròpia reacció fins que recorda una conferència de Dubois en què aquest últim argumenta que el "sentit moral" deriva totalment de la voluntat de sobreviure. El concepte de frontera americana també està relacionat amb el tema de la majoria d'edat. Els joves protagonistes de les novel·les de Heinlein aconsegueixen la virilitat enfrontant-se a un "desert" hostil a l'espai; la majoria d'edat en un context militar i alienígena també és un tema comú a les obres anteriors de Heinlein. La majoria d'edat de Rico també ha estat descrita com a relacionada amb la seva relació amb el seu pare; el viatge "cap a fora" a través de la novel·la també conté una recerca de la infància d'en Rico i un retrobament amb el seu pare estrany.

### Decadència moral
Starship Troopers també critica la societat nord-americana de la dècada de 1950, suggerint que portava els joves a ser mimats i indisciplinats. Aquestes creences s'expressen a través de les conferències a l'aula de Dubois, el professor d'Història i Filosofia Moral de Rico. Dubois elogia la flagel·lació i altres tipus de càstigs corporals com a mitjà per abordar els delictes juvenils. S'ha suggerit que Heinlein va avalar aquesta visió, tot i que el fet que Dubois també compari la criança dels nens amb l'entrenament d'un cadell s'ha utilitzat per argumentar que Heinlein estava fent ús de la ironia. La història està molt a favor del càstig corporal i la pena capital, com a mitjà per corregir els delinqüents juvenils, part d'una tendència de ciència-ficció que examina la tecnologia i l'espai exterior d'una manera innovadora, però és reaccionària pel que fa a les relacions humanes. Com amb altres llibres de Heinlein, les escoles tradicionals són denigrades, mentre que s'exalta l'aprenentatge "al lloc": Rico és capaç de dominar les coses que se li requereixen en l'entrenament militar sense dificultats excessives.
Dubois també ridiculitza la idea dels drets inalienables, com ara "La vida, la llibertat i la recerca de la felicitat", argumentant que les persones només tenen els drets que estan disposades a lluitar i morir per protegir. La novel·la apel·la a l'autoritat científica per justificar aquesta posició; Dubois afirma repetidament que el seu argument és matemàticament demostrable, afirmacions que han portat els estudiosos a titllar la novel·la de "ciència-ficció dura", malgrat els seus temes socials i polítics. La "caiguda moral" causada per aquesta situació es descriu com la causa d'una guerra global entre una aliança dels EUA, Gran Bretanya i Rússia contra l'"hegemonia xinesa" l'any 1987. Malgrat l'aliança entre els Estats Units i Rússia, aquesta guerra s'ha descrit com una demostració de les creences anticomunistes d'Heinlein, que consideraven les "hordes de xinesos" com una amenaça més gran. La novel·la fa algunes comparacions entre els xinesos i els aràcnids, i suggereix que les lliçons d'una guerra es podrien aplicar a l'altra.

## Recepció
Per a sorpresa de Heinlein, Starship Troopers va guanyar el premi Hugo a la millor novel·la el 1960. Ha estat reconeguda com una de les obres de ciència-ficció més conegudes i influents. La novel·la es considera una fita per al gènere, després d'haver estat descrita per una revisió de 1960 com un dels deu millors llibres de gènere de 1959, en una revisió de 2009 com una novel·la clau de ciència-ficció. de la dècada de 1950, i com l'exemple més conegut de ciència-ficció militar. També va ser una fita personal per a Heinlein; va ser un dels seus llibres més venuts, i és la seva novel·la més coneguda. S'ha descrit que la novel·la marca la transició de Heinlein d'escriure ficció juvenil a una "fase més madura" com a autor. En revisar el llibre amb altres escrits per a nens, Floyd C. Gale de Galaxy Science Fiction va escriure el 1960 que "Heinlein ha escrit un jove que realment no ho és. Aquest és un Heinlein nou, amarg i desil·lusionat". Valoreu-lo amb 2,5 estrelles sobre cinc per als nens, 4,5 estrelles per als adults i "?" per als civils, creia que la novel·la seria "d'un interès excepcional per als veterans amb experiència de batalla ... però els joves ho trobaran malenconiós i prolix". Per contra, Michael Moorcock la va descriure com l'última ciència-ficció "directa" de Heinlein, abans de dedicar-se a escriptures més serioses com ara Stranger in a Strange Land.
El 1980, vint anys després del seu llançament, Starship Troopers s'havia traduït a onze llengües i encara s'estava venent amb força. No obstant això, Heinlein es va queixar que, malgrat aquest èxit, gairebé tot el correu que va rebre al respecte va ser negatiu i només en rebia notícies "quan algú em vol criticar". La novel·la és molt polèmica. La polèmica va envoltar els seus elogis als militars i l'aprovació de la violència, fins al punt que sovint s'ha qualificat de feixista, i la seva implicació que el militarisme és superior a la democràcia tradicional. Els companys de Heinlein també van discutir sobre el llibre; una comparació entre una cita a Starship Troopers que "el destí més noble que un home pot suportar és posar el seu propi cos mortal entre la seva estimada llar i la desolació de la guerra" i el poema contra la guerra "Dulce et Decorum Est" de Wilfred Owen va començar una discussió de dos anys a Proceedings of the Institute for Twenty-First Century Studies de 1959 a 1961, amb James Blish, Poul Anderson, Philip José Farmer, Anthony Boucher, John Brunner, Brian Aldiss, debatent la qualitat de l'escriptura, la filosofia i la moralitat de Starship Troopers.
L'escriptura de Starship Troopers ha rebut respostes variades, amb elogis especials per a les escenes d'entrenament militar i combat. En una retrospectiva de 2009, Jo Walton va escriure que Starship Troopers era "una ciència-ficció militar molt ben feta". Va continuar argumentant que "Heinlein estava absolutament al màxim quan va escriure això el 1959. Tenia tant domini tècnic estilístic de l'ofici d'escriure ciència-ficció que podia [explicar la història] " al revés i amb tacons alts" i sortir-se'n amb la seva." Altres es van referir a això com a molt llegible i van trobar les escenes militars convincents. Les descripcions de Heinlein sobre l'entrenament i el camp d'entrenament a la novel·la, basades en les seves pròpies experiències a l'exèrcit, s'han descrit com a presentades amb una habilitat notable. Una ressenya de 1960 al New York Herald Tribune va elogiar els passatges "brillantament escrits" que descriuen el combat d'infanteria, i també va cridar l'atenció sobre la discussió sobre armes i armadures, que, segons altres revisors, va demostrar el "talent per a la invenció" de Heinlein. L'estudiós George Slusser va descriure el llibre l'any 1986 com l'"èpica de la guerra espacial en última instància", elogiant en particular les armes i tàctiques "imaginades amb precisió", mentre que una enciclopèdia de ciència-ficció de 1979 s'hi referia com al "més elegant" dels llibres juvenils de Heinlein.
La crítica a l'estil del llibre s'ha centrat en els seus aspectes polítics. Les discussions de Heinlein sobre les seves creences polítiques van ser criticades com a "didàctiques", i la novel·la va ser ridiculitzada per "una exposició [que hi havia estat] inserida en grans trossos indigeribles". L'anàlisi de 2003 de l'autor Ken MacLeod sobre la naturalesa política de Starship Troopers va afirmar que es tractava "d'un llibre on els abocadors d'informació cívica i els relats d'entrenaments brutals de campaments superen amb escreix les escenes de combat primes i sense tensió". El científic i autor Brunner el va comparar amb un "llibre infantil victorià", mentre que el manual de ciència-ficció publicat el 2009 deia que la novel·la proporcionava "imatges convincents d'un futurisme militar" i que plantejava preguntes importants, fins i tot per a aquells que discrepen de la seva ideologia política. Tanmateix, va afirmar que la història era feble com a història d'una trobada alienígena, ja que no explorava la societat alienígena amb cap detall, sinó que presentava els aràcnids com a criatures sense nom i sense rostre que volien destruir la humanitat. Boucher, fundador de The Magazine of Fantasy & Science Fiction, va comentar el 1960 que Heinlein havia "oblidat d'inserir-hi una història". Un resum de 1979 deia que, tot i que la visió d'Heinlein podria tocar el feixisme, la seva narrativa estretament controlada feia que la seva ideologia semblés "vibrantment atractiva".

### Crítica al militarisme
Generalment es considera que Starship Troopers promou el militarisme, la glorificació de la guerra i de l'exèrcit. L'estudiós Bruce Franklin es va referir a això l'any 1980 com una "glorificació del servei militar que exalta el tambor i el tambor" i va escriure que el militarisme i l'imperialisme eren el missatge explícit del llibre. L'escriptor de ciència-ficció Dean McLaughlin el va anomenar "un cartell de reclutament de la mida d'un llibre". El 1968, el crític de ciència-ficció Alexei Panshin va qualificar Starship Troopers de polèmica militarista i la va comparar amb una pel·lícula de reclutament, afirmant que "pretén mostrar la vida d'un soldat típic, amb un comentari de banda sonora del sincer soldat Jones que interpreta allò que veiem per nosaltres." Panshin va afirmar que no hi havia cap "conflicte humà sostingut" al llibre: en canvi, "Tots els soldats que veiem són durs, intel·ligents, competents, nets, afaitats i nobles". Panshin, un veterà de l'exèrcit en temps de pau, va argumentar que Heinlein va passar per alt la realitat de la vida militar, i que el conflicte entre la Federació Terràquia i els Aràcnids va existir simplement perquè, "Els soldats de les naus estel·lars no són tan gloriosos asseguts sobre el seu cul polint les seves armes per desena vegada per falta de res més a fer". L'estudiós de la literatura George Slusser, en descriure la novel·la com "de cap equivocat i retrogressista", va argumentar que anomenar la seva ideologia militarisme o imperialisme era inadequat, ja que aquestes descripcions suggerien un motiu econòmic. Slusser, en canvi, diu que Heinlein advoca per una "submissió tecnològica de la natura" completa, de la qual els aràcnids són un símbol, i que aquesta submissió en si mateixa es representa com a un signe de l'avenç humà.
Una ressenya de 1997 a Salon va declarar que la novel·la gairebé es podria descriure com a propaganda i, com a resultat, era aterridora, sobretot en la seva creença que el camp d'entrenament havia de ser un ingredient de qualsevol civilització. Això es va descriure com una visió utòpica molt inusual. Moorcock destaca les lliçons que Rico aprèn al camp d'entrenament: "les guerres són inevitables, [i] que l'exèrcit sempre té raó". En discutir la utilitat del llibre en les discussions a l'aula sobre la forma de govern, Alan Myers va afirmar que la seva representació de l'exèrcit era de "caràcter desvergonyidament xovinista de la Terra". En paraules de l'estudiós de ciència-ficció Darko Suvin, Starship Troopers va ser un "poc subtil però poderós crit en blanc i negre per combatre la vida", i un exemple d'agitprop a favor dels valors militars.
Altres escriptors van defensar Heinlein. George Price va argumentar que "[Heinlein] implica, en primer lloc, que la guerra és una cosa que se suporta, no es gaudeix, i segon, que la guerra és tan desagradable, tan desolada, que s'ha de mantenir a tota costa lluny de casa seva". Poul Anderson també va defensar algunes de les posicions de la novel·la, argumentant que "Heinlein ha reconegut el problema de la franquícia selectiva versus la no selectiva, i la seva solució mereix una discussió". Es van presentar queixes contra Heinlein per la manca de reclutament a Starship Troopers . Quan va escriure la novel·la, el reclutament militar encara estava vigent als EUA.

### Denúncies de feixisme
La societat del llibre s'ha descrit sovint com a feixista. Segons el Manual de Ciència Ficció de 2009, va tenir l'efecte de donar a Heinlein una reputació com a "feixista belicista fanàtic". L'estudiós Jeffrey Cass s'ha referit a l'ambientació del llibre com a "feixisme incansablement greu". Ha afirmat que la novel·la feia una analogia entre el seu conflicte militar i els dels EUA després de la Segona Guerra Mundial, i que justificava l'imperialisme americà en nom de lluitar contra una altra forma d'imperialisme. Jasper Goss s'hi ha referit com a "criptofeixista". Suvin compara el suggeriment de Heinlein que "totes les guerres sorgeixen de la pressió de la població" amb el concepte nazi de Lebensraum o "espai vital" per a una societat superior que s'utilitzava per justificar l'expansió territorial.
Alguns crítics han suggerit que Heinlein simplement estava discutint els mèrits d'una franquícia selectiva versus una franquícia no selectiva. Heinlein va fer una afirmació similar, més de dues dècades després de la publicació de Starship Troopers, al seu Expanded Universe i, a més, va afirmar que el 95 per cent dels "veterans" no eren personal militar sinó membres de la funció pública. La pròpia descripció de Heinlein ha estat discutida, fins i tot entre els defensors del llibre. L'estudiós de Heinlein James Gifford ha argumentat que una sèrie de cites a la novel·la suggereixen que els personatges del llibre assumeixen que el Servei Federal és en gran part militar. Per exemple, quan Rico li diu al seu pare que està interessat en el Servei Federal, el seu pare immediatament explica la seva creença que el Servei Federal és una mala idea perquè no hi ha cap guerra en curs, cosa que indica que veu el Servei Federal com una naturalesa militar. Gifford afirma que, tot i que les intencions d'Heinlein podrien haver estat que el Servei Federal fos un 95% no militar, en relació amb el contingut real del llibre, Heinlein "està equivocat en aquest punt. De manera rotunda."
Dennis Showalter, escrivint el 1975, va defensar Starship Troopers, afirmant que la societat que s'hi representa no contenia alguns elements del feixisme. Argumenta que la novel·la no inclou l'oposició directa al bolxevisme i al liberalisme que s'esperaria en una societat feixista. Altres han respost dient que l'argument de Showalter es basa en una lectura literal de la novel·la, i que la història glorifica el militarisme en gran manera. Ken Macleod argumenta que el llibre en realitat no defensa el feixisme perquè qualsevol persona capaç d'entendre el jurament del Servei Federal és capaç d'allistar-se i així obtenir poder polític. Macleod afirma que els llibres d'Heinlein són constantment liberals, però cobreixen un espectre des de formes democràtiques fins a formes elitistes de liberalisme, Starship Troopers que es troba a l'últim extrem de l'espectre. S'ha argumentat que el militarisme de Heinlein és més llibertari que feixista, i que aquesta tendència també està present en altres llibres populars de Heinlein de l'època, com Stranger in a Strange Land (1961) i The Moon Is a Harsh Mistress (1966). Aquest període de l'escriptura de Heinlein ha rebut més atenció crítica que cap altre, tot i que va continuar escrivint fins als anys vuitanta.

### Utopisme aparent
L'escenari del llibre és presentat per Heinlein com a utòpic; els seus líders es mostren com a bons i savis, i la població com a lliure i pròspera. Slusser va escriure el 1987 que Starship Troopers representa un món que és "un infern per als éssers humans", però tanmateix celebra la ideologia de la seva societat fictícia. Es diu que els governants són els millors de la història, perquè entenen que la naturalesa humana és lluitar pel poder mitjançant l'ús de la força. El suggeriment de la utopia no s'explora en profunditat, ja que les vides dels fora de l'exèrcit no es mostren amb cap detall. La novel·la suggereix que la filosofia militarista defensada per molts dels personatges té un suport matemàtic, encara que els crítics han comentat que Heinlein no presenta cap base per a això.
Escriptors com Farmer, Robert A. W. Lowndes i Michael Moorcock han criticat la novel·la per ser una hipotètica utopia, en el sentit que si bé les idees de Heinlein sonen versemblants, mai s'han posat a prova. Moorcock va escriure un assaig titulat "Starship Stormtroopers" en el qual atacava Heinlein i altres escriptors per una "ficció utòpica" similar. Lowndes va acusar Heinlein d'utilitzar arguments de l'home de palla, "contrarestar mitges veritats ingènues amb mitges veritats brillants". Lowndes va argumentar, a més, que la Federació Terràquia no podria ser mai tan idealista com Heinlein ho descriu perquè mai no va abordar adequadament "si els [no ciutadans] tenen o no una mesura de reparació civil contra la injustícia oficial com la tenim o no". Farmer va estar d'acord, argumentant que "un món governat per veterans estaria tan mal gestionat, ple d'empelts i boig com un governat per homes que mai s'havien apropat a l'olor de la sang i les tripes".

### Raça i gènere
Els autors i comentaristes han afirmat que la manera en què els éssers extraterrestres són retratats a Starship Troopers té aspectes racistes, argumentant que els sobrenoms "Bugs" (Bitxos, o també Errors) i "Skinnies" (Esquelètics) tenen connotacions racials. John Brunner els va comparar amb anomenar els coreans "gooks". Slusser va argumentar que el terme "Bugs" era una paraula "abusiva i biològicament inexacta" que justificava la violència contra éssers alienígenes, una tendència que, segons Slusser, el llibre compartia amb altres ciències ficció d'èxit comercial.
Algunes de les altres obres de Heinlein també s'han descrit com a racistes, tot i que Franklin argumenta que això no era exclusiu de Heinlein, i que era menys racista que el govern dels EUA de l'època. La primera novel·la Sixth Column de Heinlein va ser anomenada un "crim racista" a un moviment de resistència blanca contra una horda asiàtica derivada del perill groc. El 1978, Moorcock va escriure que Starship Troopers" va establir el patró per a les històries paternalistes i xenòfobes més ambicioses de Heinlein". Robert Lowndes argumenta que la guerra entre els terraqüis i els aràcnids no tracta d'una recerca de la puresa racial, sinó d'una extensió de la creença de Heinlein que l'home és un animal salvatge. Segons aquesta teoria, si l'home no té una brúixola moral més enllà de la voluntat de sobreviure, i s'enfronta a una altra espècie amb una manca de moral similar, aleshores l'únic resultat moral possible seria la guerra.
El fet que tots els pilots de la novel·la siguin dones (a diferència de la infanteria, que és uniformement masculina) s'ha citat com a prova de la política de gènere progressista dins de la història, tot i que la idea expressada per Rico que les dones són la motivació dels homes per lluitar. a l'exèrcit és un contra-exemple a això. Una enciclopèdia de ciència-ficció de 1996 deia que com gran part de la ficció de Heinlein, Starship Troopers exemplificava la "cultura masculina masclista". Els soldats millorats protèsicament de la novel·la, tots ells homes, han estat descrits com un exemple d'"hipermasclisme" provocat per la proximitat d'aquests homes a la tecnologia. La història retrata els aràcnids com a tan aliens que l'única resposta pot ser la guerra. Els estudiosos feministes han descrit aquesta reacció com a "convencionalment masculinista". Steffen Hantke ha descrit els vestits mecanitzats de la novel·la, que fan que el portador s'assembla a un "goril·la d'acer", definint la masculinitat com "una cosa intensament física, basada en el poder animal, l'instint i l'agressivitat". Ell anomena aquesta forma de masculinitat "tot el cos, per dir-ho així, i cap cervell". Així, en la lectura de Hantke, Starship Troopers expressa els temors de com es pot preservar la masculinitat en un entorn d'alta tecnologia. Aquesta por s'agreuja pels motius de l'embaràs i el naixement que Heinlein utilitza quan descriu com els soldats amb vestits són deixats caure des de naus espacials pilotades per dones. Encara que Rico diu que troba les dones "meravelloses", no mostra cap desig d'activitat sexual; la guerra sembla haver subsumit el sexe en aquest sentit. Un resum de 1979 argumentava que malgrat els gestos cap a la igualtat de les dones, les dones de la història encara eren objectes, per ser protegides i per lluitar per elles en les guerres.

## Influència

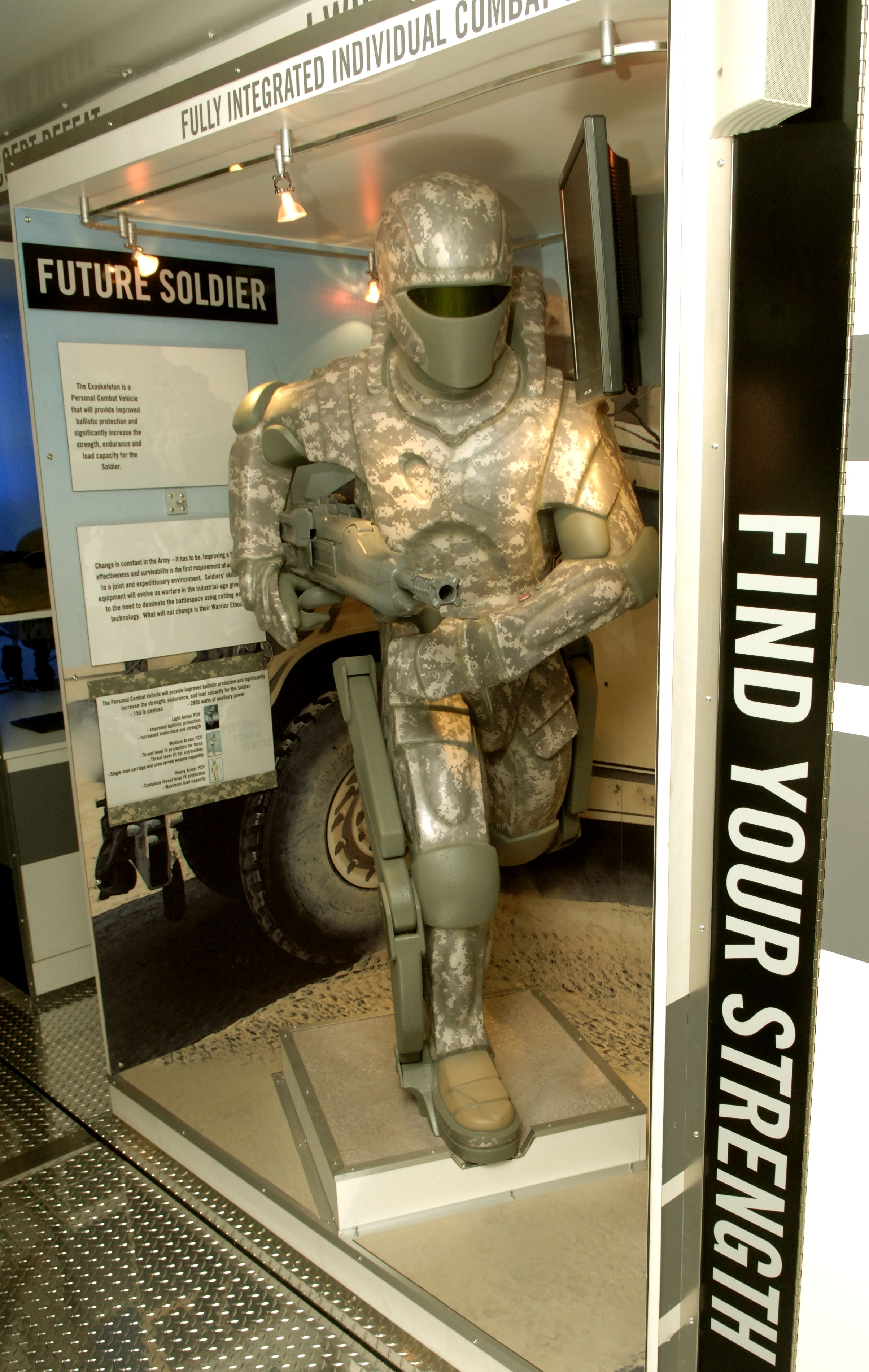
Un concepte real d'armadura motoritzada, una idea popularitzada per Starship Troopers

Els llibres de Heinlein, i Starship Troopers en particular, van tenir un impacte enorme en la ciència-ficció política, fins al punt que l'autor Ken MacLeod ha afirmat que "el fil polític de [la ciència-ficció] es pot descriure com un diàleg amb Heinlein", encara que molts participants. en aquest diàleg discrepen amb Heinlein. El crític de ciència-ficció Darko Suvin afirma que Starship Troopers és el "text ancestral del militarisme de ciència-ficció dels Estats Units" i que va donar forma al debat sobre el paper de l'exèrcit en la societat durant molts anys.
A més de les seves opinions polítiques, les idees de Heinlein sobre un exèrcit futurista tal com es descriu a la novel·la van tenir una gran influència entre les pel·lícules, els llibres i els programes de televisió dels anys posteriors. Roger Beaumont ha suggerit que Starship Troopers podria algun dia ser considerat un manual per a la guerra extraterrestre. Suvin es refereix a Juan Rico com el "soldat espacial arquetípic". Starship Troopers va incloure conceptes d'enginyeria militar que s'han utilitzat àmpliament des d'aleshores en altres obres de ficció, i que de vegades s'han paral·lel a la investigació científica. La novel·la ha estat citada com la font de la idea dels exoesquelets d'armadura motoritzada, que Heinlein descriu amb gran detall. Aquests vestits es van convertir en un element bàsic de la ciència-ficció militar. Les franquícies que han emprat aquesta tecnologia inclouen Iron Man, Exo Squad, Halo, District 9, Elysium i Edge of Tomorrow. Durant el rodatge de la clàssica pel·lícula de ciència-ficció Aliens, el director James Cameron va demanar als actors que interpretaven els marines espacials que llegissin Starship Troopers per entendre les seves parts, i també ho va citar com una influència per a la deixada anar des de l'espai, termes com "bug hunt" i l'exoesquelet carregable.
Starship Troopers va tenir una influència directa en moltes històries posteriors de ciència-ficció. La novel·la de 1984 de John Steakley, Armor, va néixer, segons l'autor, de la frustració amb la petita quantitat de combat real a Starship Troopers i perquè volia que aquest aspecte es desenvolupés encara més. La sèrie OVA de Gainax de 1988 Gunbuster té elements argumentals similars a la novel·la de Heinlein, que representa la humanitat enfrontada a un exèrcit alienígena. Els estudiosos també han identificat elements influència de Heinlein a Ender's Game, d'Orson Scott Card. Hantke, en particular, compara la sala de batalla del joc d'Ender amb els vestits protèsics de Heinlein, afirmant que tots dos regulen però també milloren l'agència humana. Suvin suggereix paral·lelismes entre les trames de les dues novel·les, amb la societat humana en ambdues històries en guerra contra extraterrestres semblants a insectes, però afirma que la història d'Ender Wiggin pren una direcció molt diferent, ja que Ender lamenta les seves accions genocides i dedica els seus esforços per protegir els seus antics objectius.
Per contra, la novel·la de ciència-ficció The Forever War de Joe Haldeman de 1974 contra la guerra, guanyadora d'Hugo i Nebula, es pensa que és una resposta directa a Starship Troopers, i encara que Haldeman ha afirmat que en realitat és el resultat de les seves experiències personals a la guerra del Vietnam, ha admès haver estat influenciat pels Starship Troopers. Haldeman va dir que no estava d'acord amb Starship Troopers perquè "glorifica la guerra", però va afegir que "és una novel·la molt ben elaborada, i crec que Heinlein va ser honest amb ella". The Forever War conté diversos paral·lelismes a Starship Troopers, inclòs el seu escenari. Els comentaristes l'han descrit com una reacció a la novel·la de Heinlein, un suggeriment que Haldeman nega; les dues novel·les són molt diferents pel que fa a la seva actitud cap als militars. The Forever War no representa la guerra com una recerca noble, amb els bàndols clarament definits com a bons i dolents; en canvi, la novel·la explora l'efecte deshumanitzador de la guerra, influenciat pel context del món real de la guerra del Vietnam. Haldeman va rebre una carta de Heinlein, felicitant-lo pel seu premi Nebula, que "va significar més que el mateix premi". Segons l'autor Spider Robinson, Heinlein es va acostar a Haldeman al banquet de premis i va dir que el llibre "pot ser la millor història de guerra futura que he llegit mai!"
La novel·la de 1965 de Harry Harrison Bill, the Galactic Hero també ha estat descrita com una reacció a Starship Troopers, mentre que la novel·la de 1961 de Gordon R. Dickson Naked to the Stars s'ha anomenat "una rèplica òbvia" a Starship Troopers. Ring of Swords, escrit per Eleanor Arnason el 1993, també representa una guerra entre dues espècies altament agressives, de les quals els humans en són una. La història inverteix deliberadament diversos aspectes de Starship Troopers; la història s'explica des del punt de vista dels diplomàtics que busquen prevenir la guerra, més que dels soldats que la lluiten; i el conflicte és el resultat de que les dues espècies són extremadament semblants, més que diferents.

## Adaptacions

### Pel·lícula de 1997

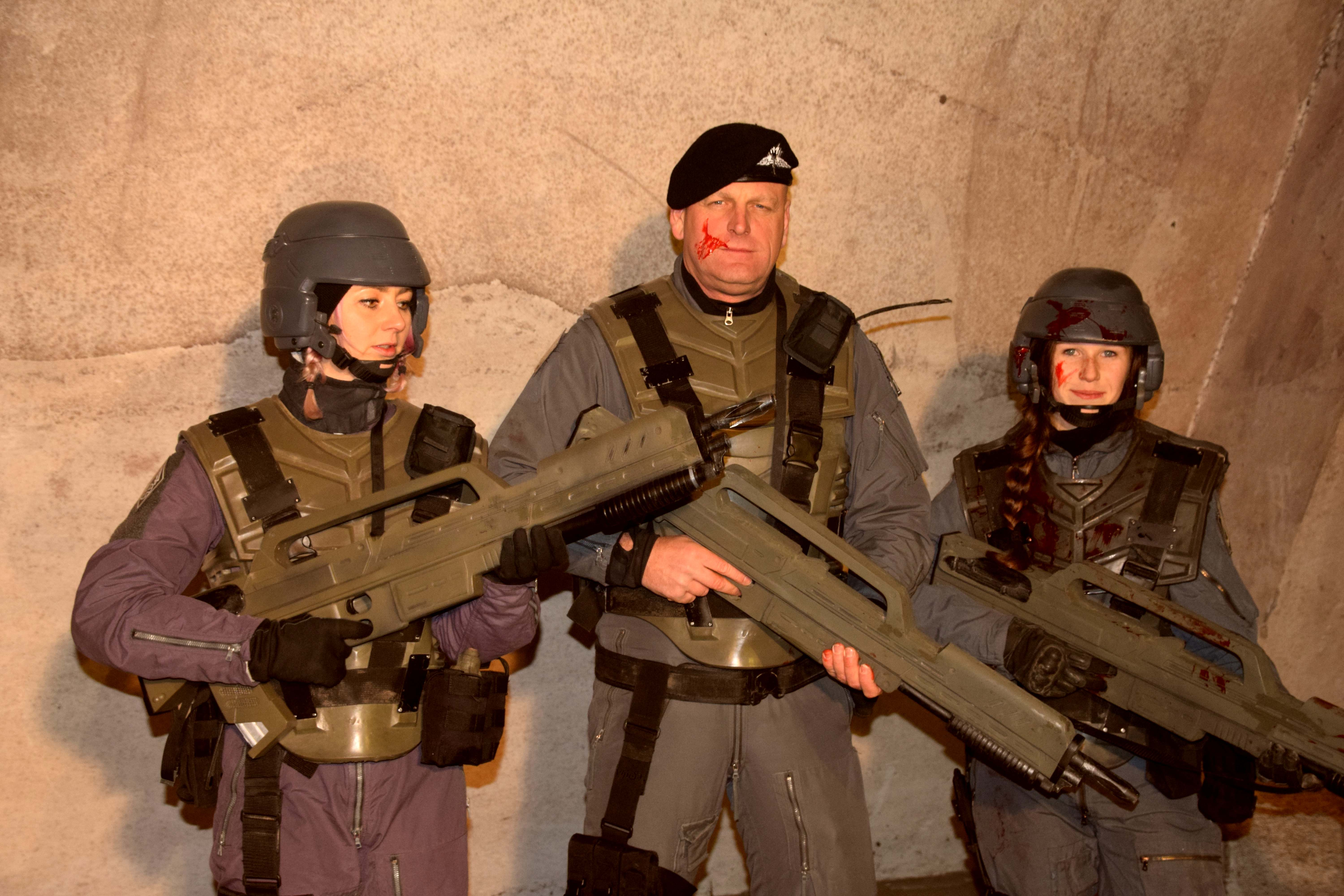
Cosplay de tropes com surten a la pel·lícula

Els drets cinematogràfics de la novel·la es van vendre als anys noranta, diversos anys després de la mort de Heinlein. El projecte es titulava originalment Bug Hunt at Outpost Nine, i havia estat en producció abans que els productors compréssin els drets de Starship Troopers. La pel·lícula va ser dirigida per Paul Verhoeven (qui va trobar el llibre massa avorrit per acabar-lo, i es va estrenar el 1997. El guió, d'Ed Neumeier, compartia els noms dels personatges i alguns detalls de la trama amb la novel·la. La pel·lícula contenia diversos elements que es diferencien del llibre, inclòs un militar que està completament integrat pel que fa al sexe. Tenia la intenció declarada de tractar el seu material d'una manera irònica o sarcàstica, per soscavar la ideologia política de la novel·la. Els vestits mecanitzats que ocupaven un lloc destacat a la novel·la estaven absents de la pel·lícula, a causa de les limitacions pressupostàries.
La pel·lícula va utilitzar imatges feixistes a tot arreu, inclosa la representació del personal de la Federació Terràquia amb uniformes que recordaven fortament els que portaven les SS, els paramilitars nazis. Verhoeven va declarar el 1997 que la primera escena de la pel·lícula – un anunci de la Infanteria Mòbil – va ser adaptat pla per pla d'una escena del Triomf de la voluntat de Leni Riefenstahl (1935), concretament una manifestació a l'aire lliure per al Reichsarbeitsdienst. Altres referències al nazisme inclouen l'arquitectura a l'estil Albert Speer i el diàleg propagandístic ("La violència és l'autoritat suprema!"). Segons Verhoeven, les referències al nazisme reflectien la seva pròpia experiència als Països Baixos ocupats pels nazis durant la Segona Guerra Mundial.
La pel·lícula va encendre el debat sobre la naturalesa de la societat terràquia al món de Heinlein, i diversos crítics van acusar Verhoeven de crear un univers feixista. Altres, i el mateix Verhoeven, han afirmat que la pel·lícula pretenia ser irònica i criticar el feixisme. La pel·lícula també s'ha descrit com a criticant el jingoisme de la política exterior dels EUA, el complex industrial militar i la societat de la pel·lícula, que eleva la violència per sobre de la sensibilitat. Va rebre diverses crítiques negatives, els crítics van suggerir que no era sofisticat i s'adreçava a un públic juvenil, tot i que alguns estudiosos i crítics també han donat suport a la seva descripció com a satírica. L'absència de la tecnologia d'armadura motoritzada va provocar crítiques dels fans. L'èxit de l'esforç de la pel·lícula per criticar la ideologia de la novel·la ha estat discutit.
Quatre seqüeles, Starship Troopers 2: Hero of the Federation (2004), Starship Troopers 3: Marauder (2008), Starship Troopers: Invasion (2012) i Starship Troopers: Traitor of Mars (2017) es van estrenar com a pel·lícules directes a DVD, respectivament. El desembre de 2011, Neal H. Moritz, productor de pel·lícules com la sèrie Fast & Furious i I Am Legend, va anunciar plans per a un remake de la pel·lícula que segons ell serà més fidel al material original. El 2016 es va informar que Mark Swift i Damian Shannon estaven escrivint la pel·lícula. Els comentaristes han suggerit que un reinici seria tan controvertit com el llibre original.

### Altres mitjans
D'octubre a desembre de 1988, Sunrise i Bandai Visual van produir un vídeo d'animació original japonès de sis episodis titulat localment Uchū no Senshi amb dissenys d'armadura d'infanteria mòbil de Kazutaka Miyatake, basat en Starship Troopers. Dark Horse Comics, Mongoose Publishing i Markosia tenen la llicència per produir còmics basats en Starship Troopers, escrits per autors com Warren Ellis, Gordon Rennie i Tony Lee. Avalon Hill va publicar Starship Troopers de Robert Heinlein el 1976, un joc de guerra de mapes i taulers amb diversos escenaris tal com s'escriu a la novel·la. El 1998, Mythic Entertainment va llançar Starship Troopers: Battlespace. És un joc interactiu basat en web, en què els jugadors lluiten entre ells en un combat espacial aeri, i permet els jugadors assumir els papers de Klendathu o de la Federació; es va desenvolupar juntament amb l'adaptació cinematogràfica. Starship Troopers: The Miniatures Game va ser llançat per Mongoose Publishing l'any 2005, un joc de guerra en miniatura que utilitzava material de la novel·la, la pel·lícula i la sèrie de televisió animada. Spectre Media va llançar Starship Troopers: Invasion Mobile Infantry, un joc per a ordinadors, el 2012.